# Scaptotrigona polysticta
Scaptotrigona polysticta es una especie de abeja de la tribu Meliponini, o abejas sin aguijón o meliponas. Se distribuye en los bosques tropicales de varios estados de Brasil y en la región de San Martín en Perú.

## Descripción
Tiene la cabeza y el tórax negros. El abdomen, en cambio, puede tener un tono más claro que la cabeza, que puede llegar a ser gris y tiene marcas blancas que pueden variar, siendo más delgadas o más gruesas según la región, generalmente en la cantidad de 6 rayas en pares, pareciendo, desde la distancia, 3 franjas blancas al final del abdomen. Mide 7 mm de largo. Construye nidos en agujeros en árboles más grandes en la naturaleza.
El color de la miel que produce va de ámbar claro a amarillo oscuro.